# Europese Bank voor Wederopbouw en Ontwikkeling
De Europese Bank voor Wederopbouw en Ontwikkeling (EBWO), (European Bank for Reconstruction and Development, EBRD) is in 1990 opgericht door 40 landen, waaronder de toenmalige twaalf lidstaten van de Europese Unie, de overige Europese landen, de toen bestaande landen in Centraal- en Oost-Europa en enkele niet-Europese landen (Verenigde Staten, Japan, Canada, Australië, Nieuw-Zeeland, Zuid-Korea, Egypte, Marokko en Mexico), de Europese Gemeenschap en de Europese Investeringsbank (EIB). Het aantal lidstaten is daarna uitgebreid tot 64, grotendeels als gevolg van de opsplitsing van de Sovjet-Unie en Joegoslavië in afzonderlijke lidstaten. Initiatiefnemer van de oprichting  van de EBRD is de Franse president François Mitterrand.

## Doelstelling
De centrale doelstelling van de EBRD is de bevordering van de overgang van de voormalige communistische landen in Centraal- en Oost-Europa naar markteconomieën. Speciale aandacht geldt de integratie van de deze landen in de wereldeconomie, de versterking van de democratie en een verantwoord milieubeleid. De EBRD verstrekt middelen in de vorm van participaties, leningen en garanties en geeft technische assistentie, zoals bij de voorbereiding en coördinatie van projecten.

## Financiële middelen
Het kapitaal van de EBRD bestaat uit bijdragen van de lidstaten. Het maatschappelijk aandelenkapitaal van de EBRD bedroeg per eind 2014 zo'n € 30 miljard, waarvan een vijfde daadwerkelijk gestort.
In de jaren 2010 tot en met 2014 leende de EBRD jaarlijks gemiddeld € 9 miljard uit aan de ontvangende leden. Inclusief de leningen die door anderen aan de projecten werden verstrekt, hebben deze een totale waarde van ruim € 20 miljard op jaarbasis. In 2014 verstrekte de EBRD een totaal bedrag van € 8,9 miljard aan leningen voor 377 projecten in meer dan 30 landen.

## Organisatie
Het hoofdkantoor van deze bank is gevestigd in Londen, er zijn 32 veldkantoren. De Raad van Gouverneurs is het hoogste orgaan van de Bank, de bevoegdheden van de gouverneurs zijn voor een groot deel gedelegeerd aan de Raad van Bewindvoerders. Deze bestaat uit 23 leden. De bewindvoerders worden benoemd door de lidstaten of groepen van lidstaten (de kiesgroepen).

## Leden

### Landen waarbinnen wordt geïnvesteerd
Landen waarbinnen geïnvesteerd wordt zijn: Albanië, Armenië, Azerbeidzjan, Bosnië en Herzegovina, Bulgarije, Cyprus, Egypte, Estland, Georgië, Griekenland, Hongarije, Jordanië, Kazachstan, Kirgizië, Kosovo, Kroatië, Letland, Libanon, Litouwen, Marokko, Moldavië, Mongolië, Montenegro, Noord-Macedonië, Oekraïne, Oezbekistan, Polen, Roemenië, Rusland, Servië, Slovenië, Slowakije, Tadzjikistan, Tsjechië, Tunesië, Turkije, Turkmenistan en Wit-Rusland, alsmede de Westelijke Jordaanoever en de Gazastrook.

### Andere deelnemende landen
Andere deelnemende landen zijn: Australië, België, Canada, China, Denemarken, Duitsland, Finland, Frankrijk, Ierland, IJsland, India, Israël, Italië, Japan, Liechtenstein, Luxemburg, Malta, Mexico, Nederland, Nieuw-Zeeland, Noorwegen, Oostenrijk, Portugal, Spanje, Verenigd Koninkrijk, Verenigde Staten, Zuid-Korea, Zweden, Zwitserland, alsmede de Europese Unie en de Europese Investeringsbank.